# Həzi Aslanov (Metro Baku)

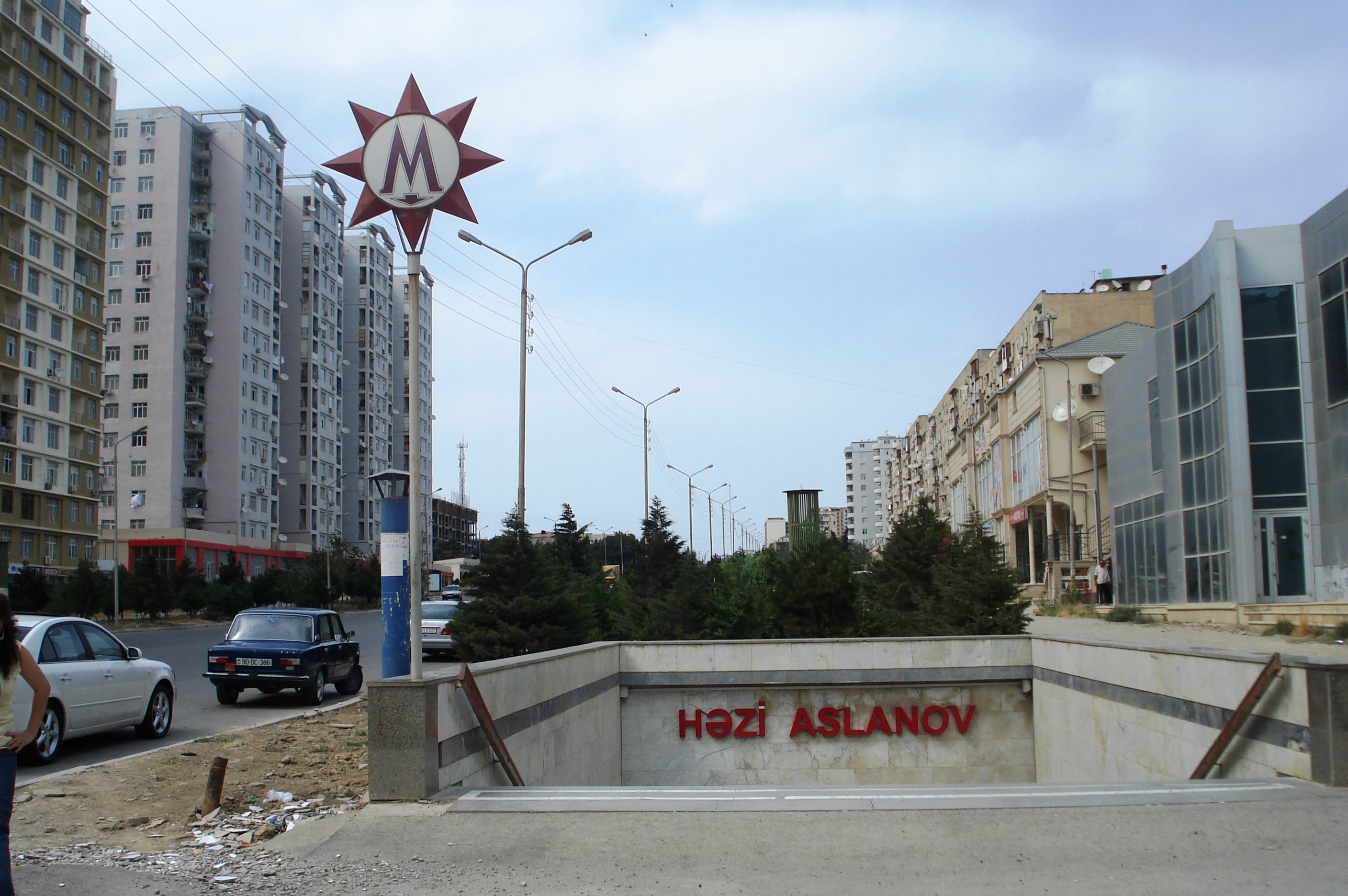
Metrostation Həzi Aslanov

Hazi Aslanov (aserbaidschanisch:Həzi Aslanov) (Russisch:Aзи Aслaнов) (Persisch:حصی اسلانوف) ist eine Station der Metro Baku in Baku. Sie wurde am 10. Dezember 2002 zusammen mit dem Streckenabschnitt Əhmədli–Hazi Aslanov eröffnet und nach Hazi Aslanov benannt. Die Metrostation Hazi Aslanov ist die Endstation der Roten Linie (Linie 1) und der Grünen Linie (Linie 2). Im Jahr 2013 wurde mit dem Bau einer Tunnelverbindung zwischen den Stationen Hazi Aslanov und Şah İsmail Xətai begonnen, um die Linie 2 zukünftig unabhängig von der Strecke der Linie 1 betreiben zu können.